# 陆同兴
陆同兴（1934年12月—），江苏常熟人，享受国务院政府特殊津贴专家，安徽师范大学教授。

## 生平
1958年毕业于安徽师范学院（现安徽师范大学）物理系，毕业后留校任教。曾赴清华大学进修两年，1966年于原苏联列宁格勒大学（现圣彼得堡国立大学）研究生毕业。曾任安徽师范大学物理系主任、教授、硕士生导师，2001年退休。

## 学术贡献
主要从事激光、原子与分子物理、非线性物理领域的研究工作。主持国家自然科学基金等项目多项，发表论文100余篇。其著作《激光光谱技术原理》为研究生通用教材，主编的《非线性物理概论》为安徽省“十一五”规划教材。因对“激光光解——时间分辨电子自旋共振实验装置”的研制和研究，获得中国物理学会“第六届胡刚复物理奖”。

## 奖项和荣誉
曾获曾宪梓教育基金会教师奖三等奖，安徽省自然科学二等奖1项、三等奖3项，安徽省优秀教学成果二等奖2项。2016年获“安徽师范大学第二届终身成就奖”。